# Pawo

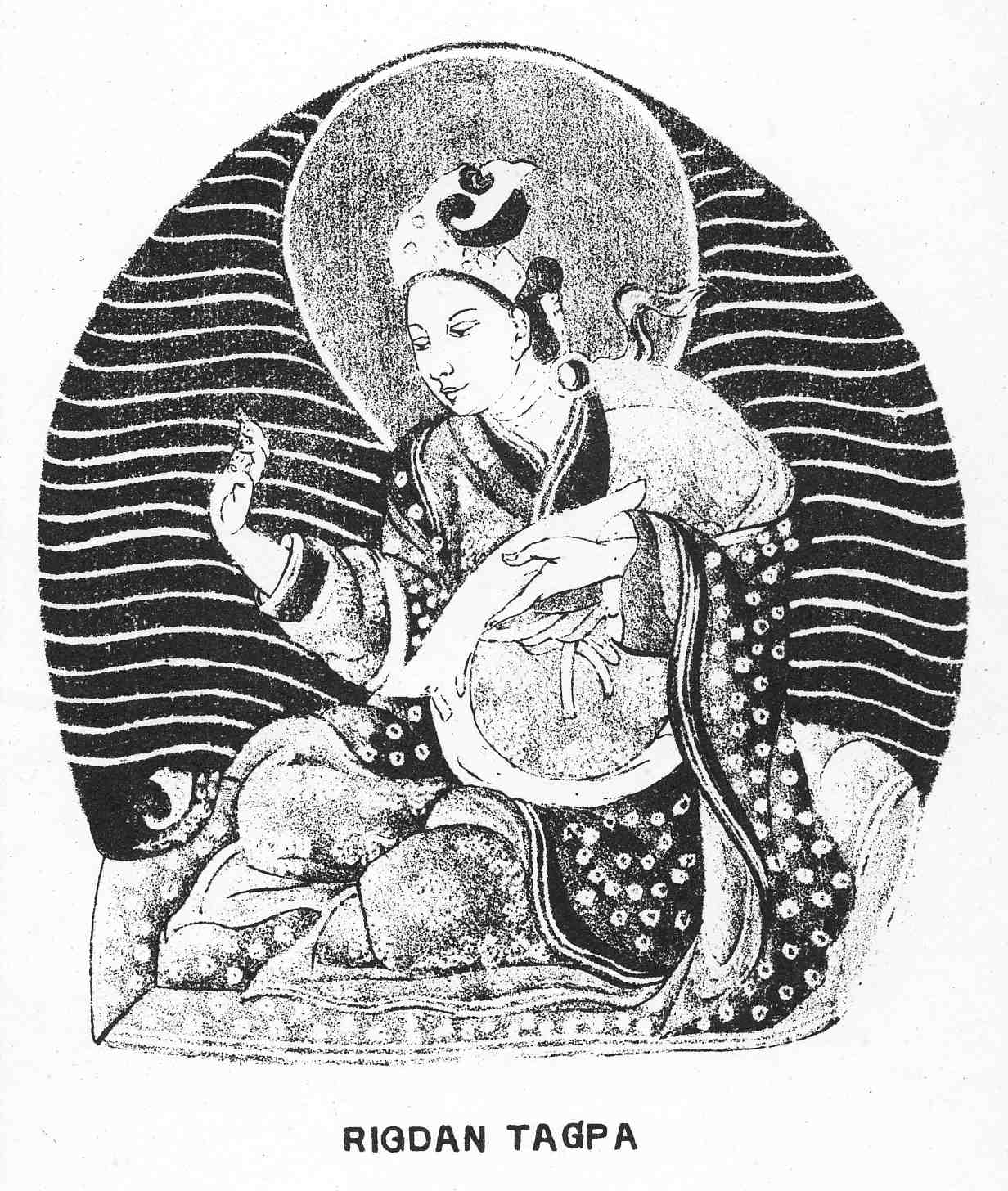
Imagen tomada de una publicación de Sarat Chandra Das (1849-1917)

En el budismo Vajrayana, Pawo (Wylie: dpa' bo; literalmente "joven valiente") traducido come "héroe" o "guerrero". Dependiendo del contexto, puede referirse al ideal del practicante Vajrayana, a personas vivas (donde a veces se emplea como honorífico o como parte de un nombre), a figuras legendarias o míticos del pasado, o a seres puramente espirituales.
"Pawo" es una traducción de los términos en sánscrito daka y vira, con un significado similar.
Por lo general los pawos son descriptos en parejas con khandros, sus contrapartes femeninas.
El tülku Nenang Pawo a menudo es llamado simplemente Pawo Rinpoche.
El concepta desempeña un papel central en el Shambhala terma del Chögyam Trungpa, donde "pawo" es traducido como "guerrero". 